# 카를 추 라이닝겐 후자
라이닝겐 후자 카를(Prince Karl of Leiningen, 1928년 1월 2일 ~ 1990년 9월 28일)는 카를 추 라이닝겐 후자와 그의 아내인 마리아 키릴로브나 여대공의 둘째 아들이었다. 그녀는 러시아의 키릴 블라디미로비치 대공과 빅토리아 멜리타 폰 작센코부르크고타 공녀의 장녀였다. 따라서 카를은 영국의 빅토리아 여왕과 러시아의 알렉산드르 2세 황제(빅토리아 멜리타와 키릴 블라디미로비치는 모두 알렉산드르 2세의 손자였다)의 증손자였다.